# Новоастраханское
Новоастраханское (укр. Новоастраханське) — село, относится к Старобельскому району Луганской области Украины.
Население по переписи 2001 года составляло 13 человек. Почтовый индекс — 92755. Телефонный код — 6461. Занимает площадь 0,161 км². Код КОАТУУ — 4425183504.

## Местный совет
92755, Луганська обл., Старобільський р-н, с. Малохатка, вул. Леніна, 20  (укр.)